# Ioannikios Kartanos
Ioannikios Kartanos (Ιωαννίκιος Καρτάνος) (* um 1500; † nach 1567) war ein orthodoxer Geistlicher aus Korfu, der zur Zeit der venezianischen Herrschaft über die Ionischen Inseln lebte und wirkte.

## Leben
Geboren um 1500 als Sohn eines Schiffbauers auf Korfu ist sein Wirken zum ersten Mal 1521 in Rhodos belegt, wo er schon als Geistlicher bezeichnet wird und eine Handschrift restauriert hat. Kartanos' Leben ist geprägt von Reisen nach Konstantinopel, Kreta, Venedig, Rom u. a. 1534 geriet er in einen öffentlich ausgetragenen Streit mit dem katholischen Konvertiten, Arsenios, Metropolit von Monemvasia, und wurde von den venezianischen Autoritäten festgenommen. In der Zeit seiner Haft bis 1537 verfasste er (oder vollendet nur) sein einziges erhaltenes Werk. Kartanos starb wahrscheinlich nach 1567.

## Werk

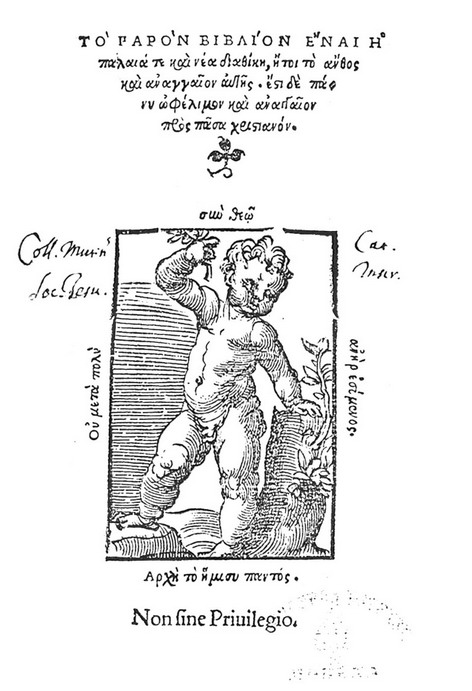
Η Παλαιά τε και Νέα Διαθήκη

Kartanos' einziges erhaltenes Werk, Palaia te kai Nea Diathiki itoi to anthos kai anankaion aftis (Παλαιά τε καὶ Νέα Διαθήκη ἤτοι τὸ ἄνθος καὶ ἀναγκαῖον αὐτῆς, Altes und Neues Testament oder seine Blüte und das Notwendige daraus), ist eine zum Großteil auf der Übersetzung eines italienischen Vorbilds basierende Bibelparaphrase, erweitert durch populärtheologische Texte. Das Verdienst des didaktisch-populären Buches, das 1536 in Venedig gedruckt wurde, ist die Wahl einer einfachen Volkssprache, die mit der Zielgruppe, ungebildeten Menschen, begründet wird. Das Werk erfuhr heftige Kritik durch den gelehrten Kleriker Pachomios Rousanos (Ρουσάνος) und stieß auf Ablehnung des Ökumenischen Patriarchats von Konstantinopel, wurde im weiteren 16. Jahrhundert jedoch sehr populär (4 weitere Drucke im 16. Jahrhundert) und war im gesamten griechischen Sprachraum verbreitet.
- Kartanos (Καρτάνος), Ioannikios (2000): Παλαιά τε και Νέα Διαθήκη. [Βενετία 1536], hg. von Eleni Kakoulidi-Panou, Thessaloniki: Κέντρο Ελληνικής Γλώσσας.